# Бондаренко, Борис Романович
Борис Романович Бондаренко (1921—1983) — советский промышленный деятель, директор Новочеркасского электровозостроительного завода в 1963—1965 годах; инженер-конструктор, кандидат технических наук.

## Биография
Родился 8 июня 1921 года в Краснодаре в семье служащего.
В 1928—1938 годах учился в средней школе города Тихорецка. Затем поступил в Новочеркасский индустриальный институт (ныне Южно-Российский государственный политехнический университет), где проучился до начала Великой Отечественной войны. В июле 1941 года был призван из Новочеркасска в ряды РККА и направлен на учёбу в Камышинское танковое училище (ныне Омский автобронетанковый инженерный институт). С 1942 года находился в действующей армии. Участвовал в боях на Калининградском и Белорусском фронтах командиром экипажа танка Т-34, затем был заместителем командира танковой роты.
Демобилизовавшись из армии в 1946 году, Бондаренко вернулся в Новочеркасск и в 1948 году окончил Новочеркасский политехнический институт (ныне Южно-Российский государственный политехнический университет). Дальнейшую свою жизнь связал с Новочеркасским электровозостроительным заводом (НЭВЗ), где начал работать инженером, руководителем группы и главным инженером Всесоюзного научно-исследовательского и проектно-конструкторского института электровозостроения (ВЭЛНИИ). С 1957 по 1963 год — главный технолог НЭВЗа, с 1963 по 1965 год — директор этого завода. С 1965 года и до конца жизни Б. Р. Бондаренко работал в ВЭЛНИИ в должностях: директора (1965-1966), главного конструктора, заместителя директора по конструкторским работам. В 1970 году защитил кандидатскую диссертацию на тему «Исследование, разработка и технико-экономическое обоснование типового ряда промышленных электровозов». Был автором ряда изобретений.
За время работы на НЭВЗЕ и в ВЭЛНИИ, Борис Романович принимал участие в проектировании и испытаниях магистральных электровозов: ВЛ22, ВЛ23, ВЛ8 и НО, а также промышленных электровозов II-КП и IV-КП. Работая главным технологом завода, руководил освоением серийного производства электровозов ВЛ60 и ВЛ80. Под его руководством разработан тяговый электровоз ОПЭ1.
Умер 19 октября 1983 года в Новочеркасске.
Лауреат Государственной премии СССР (1977). Был награждён орденом Красной Звезды (1945) и медалями, в числе которых «За боевые заслуги» (1944) и «За победу над Германией в Великой Отечественной войне 1941—1945 гг.».